# زينب تريكي
زينب تريكي بالفرنسية ( Zineb Triki ) ولدت في 1980 ، بمدينة الدار البيضاء - وسط غرب المغرب، وهي فنانة وممثلة مغربية فرنسية شهيرة، نجحت بخطف قلوب الجمهور العربي، على الرغم من أعمالها القليلة في مجال الفن.
حصدت شهرة واسعة، من خلال دورها المميز في مسلسل “مكتب الأساطير”، الذي لاقى رواجاً عالمياً، وضم نخبة من النجوم.

## السيرة الذاتية
غادرت المغرب بعمر خمسة عشر عاما برفقة عائلتها ، وتلقت تعليمها في فرنسا وكندا: وبعد أن أتمت تعليمها الأساسي والثانوي حصلت على شهادة البكالوريوس في العلوم السياسية. ثم عملت كصحفية في مدينة نيويورك ، وخلال فترة عملها كصحفية في نيويورك تخصصت في مجال العلاقات الدولية. بعد ذلك، حصلت على درجة الماجستير في الإنتاج السمعي البصري وأكملت التدريب الفني في باريس من 2009. ومنذ عام 2015، وهي تلعب دور نادية المنصور في الأجزاء الثلاثة من المسلسل التلفزيوني، مكتب الأساطير .

## أعمالها الفنية
- The Best is yet to come (الأفضل لم يأت بعد ) - وهو فيلم من تأليف واخراج: ماثيو ديلابورت ، الكسندر دولا باتلير عام (2019م) وشاركها في العمل : فابريس لوشيني ، وباتريك برويل.[6]
- Do it Right (اعملها صح) وهو فيلم من تاليف واخراج: تشاد تشينوجا، سيناريو وحوار: كريستين بايلارد، وقد شاركها في الفيلم : خالد علوش، وعبودو ساكو عام (2017م).[7]
- مسلسل مكتب الأساطير[8]، المؤلف من خمسة أجزاء، والذي بدأ عرضه على الشاشة عام 2015. والعمل من تأليف وإخراج إريك روشان، بث لأول مرة في السابع عشر من شهر أبريل عام 2015, على قناة كنال بلس. ومثلت من خلاله (زينب تريكي) دور «ناديا» وهي سيدة سورية قريبة من النظام السوري والمُخابرات السورية في باريس، ومنه حصلت على شهرة واسعة.[9]ما ساهم بدخولها عالم النجومية، وأكسبها شهرة واسعة النطاق، في المغرب والعالم العربي.وقد شارك في العمل نخبة من النجوم إلى جانب زينب تريكي، منهم: ماتيو مازافيتش، وهو صاحب دور البطولة في المسلسل. إلى جانب الفنان السوري المعارض فارس الحلو، الذي لعب دور رجل أعمال يرعى مصالح نظام الأسد في فرنسا.فضلاً عن مشاركة سارة جيرودو، عميلة المخابرات الفرنسية في إيران، وزياد بكري الذي لعب دور نديم، وهو عنصر استخباراتي سوري.[3][10]

## انظر أيضاً

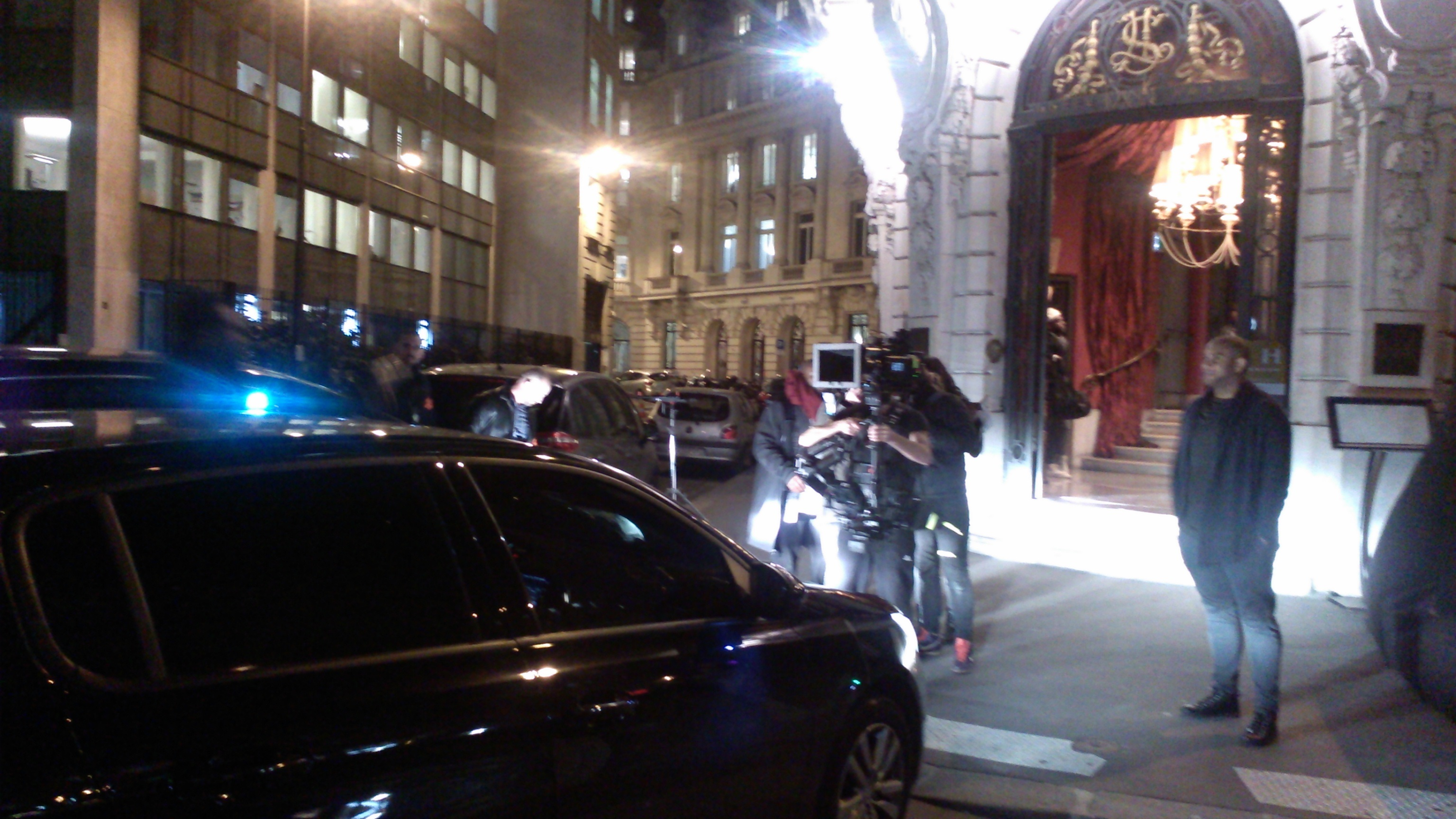
مسلسل الأساطير(تصوير أحداث)

## روابط خارجية
- زينب تريكي على موقع IMDb (الإنجليزية)
- زينب تريكي على موقع ألو سيني (الفرنسية)
- زينب تريكي على موقع قاعدة بيانات الفيلم (الإنجليزية)